# ヴィルヘルム・アンダーソン
ヴィルヘルム・ロベルト・カール・アンダーソン（英：Wilhelm Robert Karl Anderson、1880年10月28日 - 1940年3月26日）はエストニアのタルトゥ大学で活動していたバルト・ドイツ人の天体物理学者。

## 生涯
1880年、ヴィルヘルム・アンダーソンはミンスク（現在のベラルーシの首都）でギムナジウムの教師ニコライ・アンダーソンの息子として生まれた。1894年、父ニコライがカザン大学のフィン・ウゴル語派の教授となったため一家はカザンへと移り住んだ。父ニコライは1905年に死去し、アンダーソンは1909年にカザン大学の数学科学部を卒業すると当初は学校講師として働くことになった。1910年から1918年までサマーラの高校で、1918年から1920年までミンスクの工業高校で働いた後、彼は1920年にエストニアの都市タルトゥに移住すると研究者の道に戻った。アンダーソンはタルトゥ大学で1923年に「About the possibility of the existence of cosmic dust in the sun's corona」（訳：太陽のコロナに宇宙塵が存在する可能性について）をテーマとした論文を執筆して天文学の修士号を取得し、1927年には博士論文「The physical nature of the sun's corona」（訳：太陽コロナの物理的性質）で博士号を取得した。また、1934年に大学教授資格を申請し、1936年に助教授に就任した。
1939年、アンダーソンは急病により「On the possibility of the use of Saha's ionization equation for extremely high temperatures」（訳：極高温におけるサハの電離公式使用の可能性について）の執筆を中断することになり、これが彼の最後の論文となった。ソ連によるバルト諸国占領が始まり、1939年10月にバルト・ドイツ人はエストニアを離れることになったが、以前から体調を崩していたアンダーソンの身体は長旅の負担に耐えられず、1940年3月26日にドイツ・ブランデンブルク州メーゼリッツの病院で死去した。彼の死は弟のヴァルター・アンダーソンによってタルトゥ大学に伝えられた。

## 業績・評価
第一次世界大戦から第二次世界大戦にかけての時期、タルトゥにおける研究業績は西欧に広まることはなかった。特にバルト・ドイツ人の学者は不遇な立場におかれ、大学で助教授に就任してもその研究活動はごく限られたものとなっていた。だが、彼らは長年その業績を忘れ去られていた学者として関心を引くようになり、エストニアでさえほとんど知られていないアンダーソンの業績もPiret KuuskやIndrek Martinsonによって紹介されている。
当時、アンダーソンの研究は著名な雑誌に投稿しても理解を得られなかったが、タルトゥ天文台のHeino Eelsaluはその理由の一つとして上記の問題に加えて彼の説明が下手だったことをあげている。一例として当時タルトゥ大学で教授を務めていたHarald Perlitzは、終戦後しばらくしてから当時はアンダーソンの論文がジュール・ベルヌの小説のようなサイエンス・ファンタジーの類にしか思えなかったと証言している。彼の論文はしばしば議論の構造や結論が見えず、特に1936年の142ページに及ぶ論文は非常に読みにくいものだったという。

### 太陽コロナ
アンダーソンは1920年代に太陽コロナの研究をしていた。1924年の修士論文ではスヴァンテ・アレニウスのコロナに宇宙塵が含まれているという仮説を検証しており、コロナの温度を数千度と仮定すると太陽表面からの距離が太陽の半径に満たない位置にある宇宙塵は数分で蒸発することを示し、アレニウスの仮説を否定した。彼はまたコロナが陽イオンと電子、つまり現在でいうプラズマで構成されているという仮説と自由電子のガスだという仮説を比較した。アンダーソンは自由電子仮説を採用すると太陽のスペクトルとよく一致した結果が得られることを見出し、また既知のガスには太陽のスペクトルと一致するものが存在しないと結論づけた。後にコロナのスペクトルは高度に電離した鉄イオンFe13+だと証明したベングト・エドレンによりコロナの温度が約100万度に達することが示されており、アンダーソンを含め当時の研究者はコロナの温度という前提条件の時点で間違っていたことが判明している。だが、宇宙塵仮説を否定したアンダーソンのコロナ研究における業績はヨシフ・シクロフスキーの1965年の著書『Physics of the sun's corona』で言及されており、彼がコロナ研究の進歩に貢献したことが窺える。

### 白色矮星の質量上限
2006年に『ネイチャー』に掲載された記事では、ヴィルヘルム・アンダーソンはスブラマニアン・チャンドラセカール、エフォモンド・クリフトン・ストナーと共に白色矮星の質量上限を発見した研究者の1人として紹介されている。アンダーソンは状態方程式を求めただけで白色矮星の質量上限そのものを論文中で導き出すことはなかったが、天体物理学において相対性理論と量子統計力学を組み合わせた点が評価されている。
白色矮星は20世紀初頭に発見された天体であり、太陽と同程度の質量でありながら半径は地球と同程度と非常に高密度だったため、当時はそのような高密度な状態が本当に存在するのか、重力による星の収縮にどうやって逆らっているのかが疑問視されていた。1926年、ラルフ・ハワード・ファウラーは同年に発表されたばかりのフェルミ・ディラック統計を用いて、白色矮星の高密度条件では縮退した電子が量子力学的法則に従い通常とは異なる性質を示すことを証明して前述の疑問を解消し、また電子の縮退圧と密度の状態方程式を求めた。ファウラーの論文から3年後の1929年、アンダーソンと当時リーズ大学の講師をしていたストナーはそれぞれ独立して電子の縮退圧と密度の状態方程式を算出した。アンダーソンはこのとき状態方程式の算出に相対性理論を用いており、ストナーの式では電子の密度が圧力の5/3、アンダーソンの式では4/3に比例するという違いが生じていた。同年にアンダーソンがストナーの式を批判すると、翌年1930年にストナーはアンダーソンとは別個に圧力の4/3に比例する状態方程式を導きだしたが、比例定数はアンダーソンの式と異なっていた。この2つの関係式はストナー・アンダーソンの状態方程式と呼ばれることになった。
その後、スブラマニアン・チャンドラセカールが1931年に太陽の1.2倍を超える質量の白色矮星は現在でいう重力崩壊を起こすと提唱し、白色矮星の質量上限はチャンドラセカール限界の名で知られるようになった。チャンドラセカールは1939年に自著『星の構造』を出版し、その中で今日知られている電子の縮退圧と密度の状態方程式を発表したが、この本の中でアンダーソンはファウラー、ストナーと共に先駆者として紹介されており、また天体物理学における相対性理論の重要性を示した最初の人物として評価されている。

## 私生活・エピソード
生涯独身であり、弟のヴァルター・アンダーソンと2人暮らしをしていた。助教授になるまでは大学に研究できる場所がなかったため自宅で研究をしており、論文にさえ自宅の住所を記載していた。また、助教授になった後も講義が週1回しかなく、1学期あたりの給料が175クローンと少なかったため同居する弟から経済的支援を受けていた。当時の学生の証言によれば、彼は普段は家事と弟ヴァルターの手伝いをしており、買い物にいったり弟の代わりに印刷所に印刷物を受け取りにいったりしていたという。他のエピソードからは、彼が内気で人付き合いの悪い変わり者だったことが窺える。例えば、暗記して話せないことをひどく恥ずかしがっており、胸ポケットのカンペを見るときには聴衆に背を向けていたという。また、助教授に就任してタルトゥの天文学研究の中心である天文台で働くようになっても同僚と共同研究をすることはなく、図書館で雑誌を読んで興味の湧いたものを研究テーマに選んでいたという。彼は話しづらい変人として当時の関係者の記憶に残ることになった。

### 家族
- 父 - ニコライ・アンダーソン（英語版） (1845年　-　1905年)
フィン・ウゴル語派を専門とする比較言語学者。タルトゥ大学の卒業生、カザン大学教授[2]。
- 弟 - ヴァルター・アンダーソン (1885年 - 1962年)
比較民俗学、貨幣学における業績で知られる民俗学者。兄同様にタルトゥ大学で働いていたが、兄や他のバルト・ドイツ人と共にエストニアを離れることになった。兄の死をタルトゥ大学に伝え、その後も1940年から1945年までケーニヒスベルク大学の教授を務めるなど学者として研究を続けた[2]。
- 弟 - オスカー・アンダーソン (1887年 - 1960年)
数学者。1907年に兄弟の住むカザンを離れてサンクトペテルブルクに移住している。ロシア革命後の1920年にロシアを離れ、ハンガリー、ブルガリアと各地を転々としたが最終的にドイツのミュンヘンが終の棲家となった[4]。